# Koźlak (gatunek piwa)

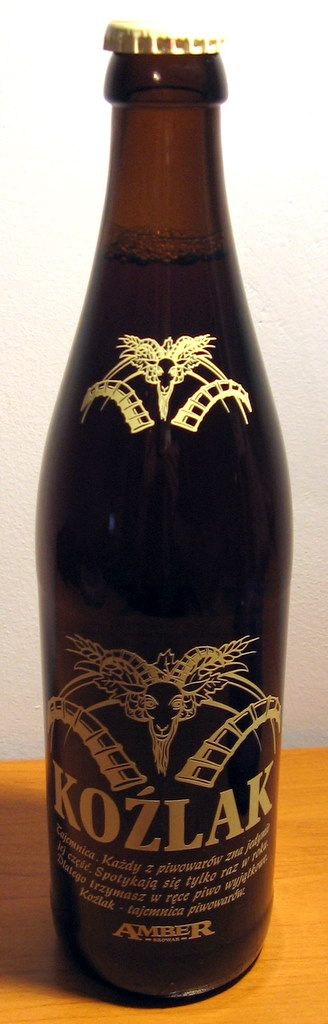
Koźlak z Browaru Amber

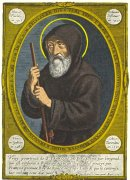
Św. Franciszek z Paoli

Koźlak (niem. Bock) – rodzaj mocnego piwa warzonego ze słodu jęczmiennego, najczęściej przy użyciu drożdży dolnej fermentacji. Zawiera min. 16% ekstraktu oraz min. 6% alkoholu. Fermentuje i leżakuje dłużej niż inne piwa, nawet do 18 tygodni. Koźlak warzony jest w kilku odmianach przygotowywanych na różne okresy: maj (koźlak majowy), jesień (od października, koźlak tradycyjny), Boże Narodzenie (koźlak pszeniczny, koźlak dubeltowy).

## Nazwa i historia
Polska nazwa koźlak to tłumaczenie niemieckiego słowa Bock – kozioł. Niemiecka nazwa Bock wywodzi się natomiast od hanzeatyckiego miasta Einbeck w Dolnej Saksonii, gdzie od XIII w. warzono mocne piwo górnej fermentacji. Piwo to cieszyło się dużym zainteresowaniem nie tylko w rejonie Hamburga, ale również na południu, we Włoszech i Bawarii. Konieczność długotrwałego transportu zmuszała piwowarów z Einbeck do dodatkowego zwiększenia trwałości piwa poprzez użycie większej niż zwykle zawartości ekstraktu oraz alkoholu. Efektem było mocne – jak na ówczesne czasy – piwo, które chętnie sprowadzała panująca w Bawarii dynastia Witelsbachów. Szczególnie przypadło ono do gustu Wilhelmowi V, który w 1591 r. założył w Monachium tzw. Brązowy Browar (w odróżnieniu od założonego w 1605 r. Białego Browaru dla piw pszenicznych) i zlecił warzenie piwa według receptury z Einbeck. Piwo to jednak znacznie różniło się od swojego pierwowzoru. Postanowiono więc sprowadzić Eliasa Pichlera – piwowara z Einbeck, by pod jego okiem warzyć oryginalne Ainpöckisch Bier – jak mawiano wówczas w Bawarii. Z czasem nazwa przekształciła się w Ainpöck, a następnie w krótkie Bock. Zmianie uległa również sama technologia i receptura warzenia. Piwo z Einbeck warzone było przy udziale słodu pszenicznego. W Bawarii natomiast obowiązywało wówczas Bawarskie Prawo Czystości zabraniające stosowania pszenicy do warzenia piwa. Dodatkową różnicą w stosunku do oryginału z Einbeck było zastosowanie metody dolnej fermentacji, którą piwowarzy bawarscy już wtedy znali. Wszystkie te zmiany spowodowały powstanie nowego gatunku piwa.
Wśród piw, które łączy wspólna nazwa koźlak, występuje również koźlak dubeltowy. Jego pochodzenie nie wywodzi się bezpośrednio od mieszczańsko-dworskiego piwa Einbeck, lecz wiąże się z Zakonem Braci Najmniejszych, któremu w 1627 r. książę bawarski Maksymilian I ufundował na przedmieściach Monachium klasztor. Sprowadzając zakonników z Włoch, książę wpisał się w nurt reformy kościoła rzymskokatolickiego w duchu kontrreformacji, walczącego z coraz popularniejszym protestantyzmem. Zakon o zaostrzonej regule franciszkanów miał surowe zasady, do których należało m.in. spożywanie w okresie postu jedynie potraw płynnych. Dodatkowo włoskim zakonnikom nie służył surowy bawarski klimat. W okresie postu ratowali się więc piwem z Einbeck, które dostarczał im browar książęcy. Piwo to było mocne i niefiltrowane, zawierało więc dużo kalorii, było pożywne i działało wzmacniająco. Eremici św. Franciszka postanowili sami warzyć takie piwo i w 1629 r. otrzymali od księcia Maksymiliana stosowny przywilej. Ich piwo było jednakże jeszcze mocniejsze i tęższe niż piwo książęce, na co wskazuje późniejsza nazwa koźlak dubeltowy/podwójny. Mnisi warzyli piwo w okresie zimowo-wiosennym, a pierwsze w roku odszpuntowanie beczki następowało 2 kwietnia, w dniu śmierci założyciela zakonu św. Franciszka z Paoli. Piwo to nazywano wówczas Herrenbier (Piwo Pana), des heiligen Franz Öl (Piwo św. Franciszka) lub Sankt-Vaters-Bier (Piwo Ojca Świętego). Z czasem zakonnicy rozpoczęli również wyszynk piwa. Budziło to sprzeciw bawarskich piwowarów i szynkarzy, gdyż klasztor nie miał uprawnień na sprzedaż piwa, a dwór książęcy przymykał na to oko.
Do rozpowszechnienia mocnego klasztornego piwa przyczynił się głównie Valentin Stephan Still (1750-1795), syn piwowara z Nittenau. W wieku 23 lat wstąpił do Zakonu Braci Mniejszych w Ambergu, przyjmując imię Barnaba, a już rok później w 1774 został przeniesiony do Monachium, by objąć pieczę nad klasztornym browarem. Z jego inicjatywy każdego roku 2 kwietnia zapraszany był do klasztoru książę Bawarski Karol IV Teodor Wittelsbach, który z rąk ojca Barnaby otrzymywał pierwszy kufel świeżo odszpuntowanej beczki. Książę zachwycony piwem nadał klasztornemu browarowi 26 kwietnia 1780 r. przywilej wyszynku piwa. Pierwotna nazwa piwa Sankt-Vaters-Bier została przekształcona w Savaterbier, a następnie w Salvator (pol. zbawca). Klasztor natomiast w wyniku sekularyzacji został w 1800 r. wywłaszczony i przypadł księciu Maksymilianowi IV, który wydzierżawił browar. Nowy najemca Franz Xaver Zacherl przekształcił klasztorny browar w miejski zakład, nadając mu nazwę Paulaner. Nie zaniechał jednak tradycji uroczystego odszpuntowania pierwszej beczki i dlatego święto to odbywa się również dziś znane jako Starkbieranstich am Nockherberg. Od ok. 1840 r. również inne monachijskie browary zaczęły nadawać swoim mocnym piwom nazwę Salvator. Zacherl wytoczył o to proces jednemu z monachijskich browarów Fürther Brauerei Geismann, argumentując, że Salvator to nie gatunek piwa, lecz nazwa własna. Zacherl wygrał proces, co zmusiło innych producentów do zmiany nazwy. Wytworzyła się przy okazji tradycja nadawania koźlakom podwójnym nazwy zakończonej na -ator np. Fortunator, Maximator, Animator, Optimator, Kulminator, Imperator.

## Opis stylu według PSPD
Polskie Stowarzyszenie Piwowarów Domowych przygotowało opis stylu koźlak na potrzeby konkursów piwa:
Koźlak (niem. Bock) znany jest od XVI w. Swój rodowód wywodzi z dolnosaksońskiego miasta Einbeck, gdzie od XIII w. warzono mocne piwo Starkbier. Było ono wówczas piwem górnej fermentacji eksportowanym do wielu państw. Rozsmakowali się w nim również książęta bawarscy, którzy w XVI w. postanowili piwo to nie tylko importować, ale warzyć u siebie. Ze względu na duże zaawansowanie piwowarów bawarskich w produkcji piw dolnej fermentacji, sukcesywnie odchodzono od górnej fermentacji, tak więc dziś piwo to warzone jest najczęściej przy użyciu drożdży dolnej fermentacji. Koźlak górnej fermentacji warzony jest głównie w Holandii.
Parametry:
Ekstrakt początkowy: 16,0–18,0 °Blg
Ekstrakt końcowy: 4,0–6,0 °Blg
Zawartość alkoholu: 6,0–7,5% obj.
Goryczka: 20-30 IBU
Barwa: 25-45 EBC
Surowce i technologia:
Stosowane słody przy warzeniu tego stylu to głównie: monachijski, wiedeński i pilzneński. Słody karmelowe i palone powinny być dodawane jedynie w niewielkiej ilości – inaczej pojawią się zbyt silne smaki karmelowe i przypalane. Charakterystyczne dla tego stylu aromaty melanoidynowe powstają w wyniku dekokcyjnego zacierania oraz przedłużonego gotowania brzeczki. Alternatywnie
używa się niewielkiej ilości słodu parzonego (melanoidynowego). Drożdże dolnej fermentacji. Leżakowanie długie w niskich temperaturach.
Barwa:
Piwo powinno być ciemne, paleta kolorów waha się od ciemno bursztynowego do brązowego. Piwo jest klarowne.
Piana:
Drobnopęcherzykowa, jasna, jedynie lekko zabarwiona w kolorze piwa, trwała.
Aromat:
Zapach jest czysty, brak jest estrów lub ciężkich, słodkich nut owocowych i karmelowych. Pierwsze skrzypce grają aromaty słodowe, tożsame z zapachem ciemnego pieczywa lub podpiekanych tostów. Możliwy jest również delikatny akcent suszonych owoców: śliwek i rodzynków. Aromat chmielowy nieobecny lub na bardzo niskim poziomie. Brak lub niski poziom estrów oraz mocnych zapachów karmelowych, za to obecne charakterystyczne aromaty melanoidynowe. Możliwy akcent alkoholowy w mocniejszych wersjach.
Smak:
Wyraźne smaki słodowe powinny być dobrze zbalansowane goryczką. Powinny być głębokie, ale nie słodkie, mdłe, czy brzeczkowe. Odczucia retronosowe są wyraźnie słodowe – możliwy smak przypieczonej skórki od chleba, tostów lub nuta orzechowa. Jeżeli w smaku obecny jest karmel, to na poziomie niskim do umiarkowanego, bez charakterystycznej ostrej kwaśności. Finisz może być dłuższy, nawet lekko goryczkowy.
Goryczka:
Powinna być średnia i dobrze współgrająca z innymi smakami. Nie powinna grać pierwszych skrzypiec i dominować w balansie. Nie może być ostra, paląca lub pikantna. Może przy tym dawać wrażenie nakładania się, potęgowania w kolejnych łykach. Ma swój udział w finiszu.
Odczucie w ustach:
Nasycenie umiarkowane w kierunku niskiego powinno utworzyć gęstą pianę. Pełnia na średnim lub wyższym poziomie, dająca piwo umiarkowanie krągłe. Piwo powinno być dobrze odfermentowane jednak niezbyt wytrawne, wrażenie treściwości winno być zachowane. Brak efektu oblepiania. Piwo łagodne bez ostrych, cierpkich posmaków.
Ogólne wrażenie:
Jest to mocny, ciemny lager o kompleksowym, ale łagodnym, słodowym charakterze, bez dominacji karmelu. Może sprawiać wrażenie piwa krzepkiego, jednak nigdy zbyt alkoholowego.
Przykłady komercyjne:
Einbecker Ur-Bock Dunkel, Flotzinger Josefi Bock, Aas Bock, Anchor Bock Beer, Miłosław Koźlak, Pivovaria Koźlak.

## Odmiany

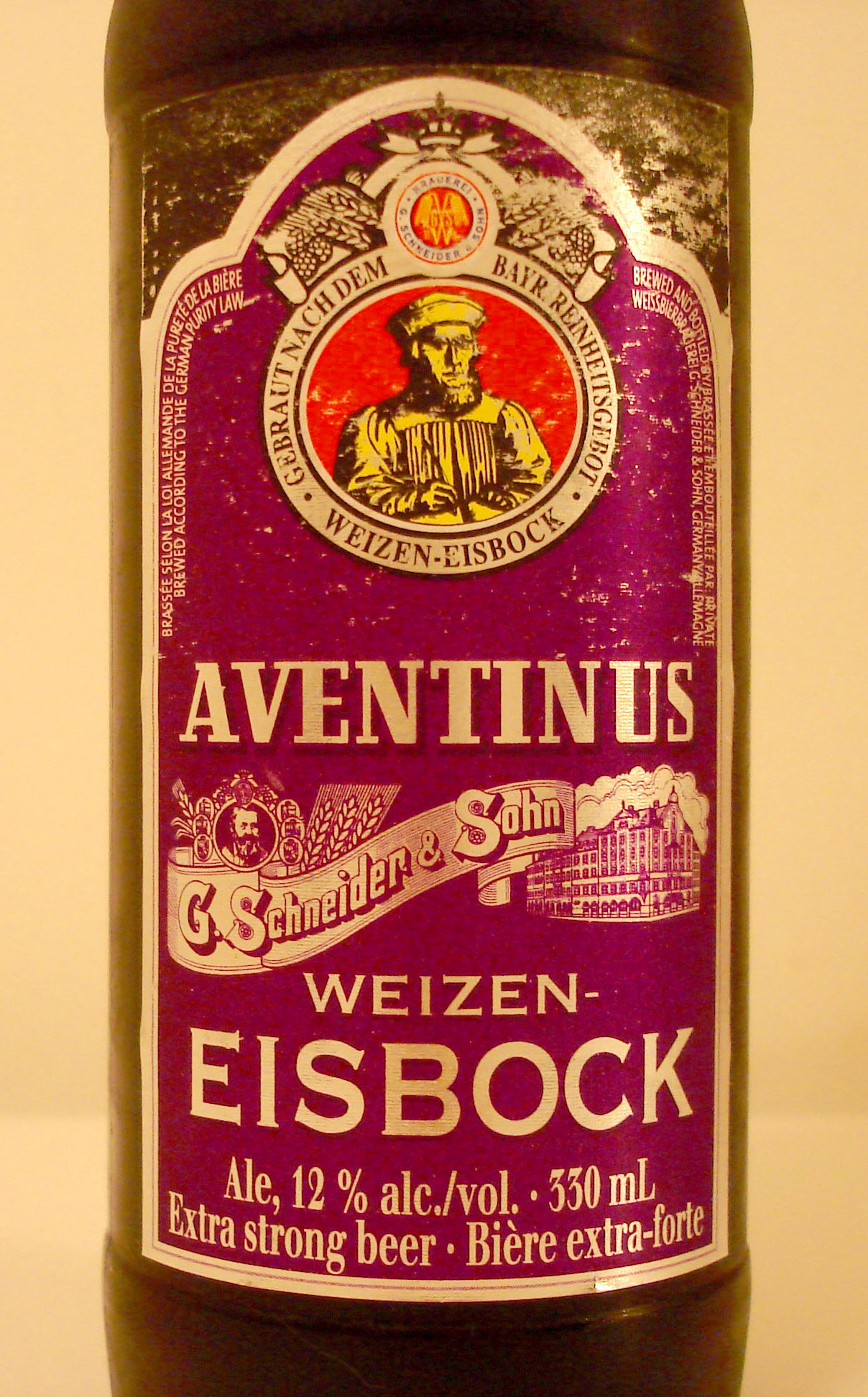
Aventinus Weizen-Eisbock

Koźlak może być warzony w kilku stylach:
- koźlak tradycyjny – piwo o barwie od jasnego mahoniu do ciemnej miedzi. Zawartość ekstraktu: 16–18% wag., alkoholu: 6–7,5% obj.
- koźlak podwójny/dubeltowy. Nieco silniejszy i ciemniejszy od koźlaku tradycyjnego. Zawartość ekstraktu zwykle jest równa bądź większa niż 18% wag., zaś alkoholu nierzadko przekracza 10% obj.
- koźlak jasny – piwo rozgrzewające, warzone na jesienne chłody. Barwa od złotej do jasnomiedzianej. Zawartość ekstraktu: 16–18% wag., alkoholu: 6–7,5% obj.
- koźlak majowy (Maibock) – odmiana niewiele różniąca się od jasnego koźlaku warzona do picia w maju. Zawartość ekstraktu: 16–18% wag., alkoholu: 6–7,5% obj.
- koźlak pszeniczny (Weizenbock) – piwo ciemnej barwy warzone z 30–60% udziałem słodu pszenicznego. Przez wiele browarów przygotowywane jako specjał świąteczny na Boże Narodzenie.
- koźlak lodowy (Eisbock) – gotowe piwo bock zmrożone do pojawienia się kryształów lodu. Po usunięciu lodu wzrasta zawartość alkoholu i pozostałych składników. Zawartość ekstraktu: 16,5–25% wag., alkoholu: 10–15% obj.

## Koźlak w Polsce
Obecnie piwa typu koźlak warzą w Polsce m.in.:

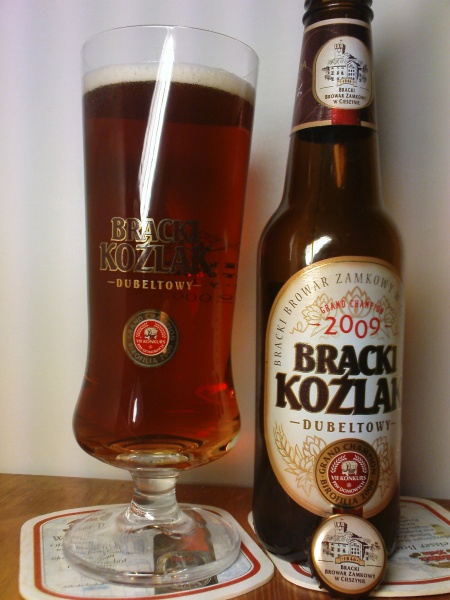
Bracki Koźlak Dubeltowy

- Browar Amber z Bielkówka koło Gdańska – koźlak z browaru Amber o ekstrakcie 15,1% i zawartości alkoholu 6,5%. Warzony od 2004 roku, w butelce z malowaną etykietą. Warzony na słodzie jasnym jęczmiennym i słodzie ciemnym karmelowym jęczmiennym. Posiada certyfikat i znak „Poznaj Dobrą Żywność”.
- Bracki Browar Zamkowy w Cieszynie, który w 2009 r. jednorazowo uwarzył Bracki Koźlak Dubeltowy.
- Minibrowar Kowal z Koszalina. Piwo Kowal Bock warzone jest na oczach gości restauracji.
- Browar Restauracyjny Bierhalle w Warszawie warzy piwa: Koźlak o ekstrakcie 16,5% e.w., Weizen Bock (koźlak pszeniczny) o ekstrakcie 16,5% e.w., Podwójny Koźlak o ekstrakcie 18,5% e.w. oraz Maibock (koźlak majowy) o ekstrakcie 16,5% e.w.
- Kompania Piwowarska ma w swojej ofercie piwo Koźlak Bock Beer. Do 2007 r. warzone było przez nieistniejący już Browar Jurand z Olsztyna. Piwo zawierało 18% ekstraktu i 7,8% alkoholu. Po zamknięciu browaru prawa do produktu miała Barlan Beverages Group, która zleciła produkcję Browarowi Belgia w Kielcach. Produkcja kontynuowana była również po przejęciu kieleckiego browaru przez Kompanię Piwowarską. Koźlak Bock Beer zawiera 16% ekstraktu i 7,8% alkoholu, barwiony jest karmelem.
- Browar Gontyniec z Kamionki – „Gniewosz Piwo Koźlak” – piwo o ekstrakcie 14% i stężeniu alkoholu 6,0%. Także pod nazwą „Noteckie Koźlak” – warzone w należącym do spółki Browar Gontyniec browarze w Czarnkowie
- Browar Fortuna w Miłosławiu – „Miłosław Koźlak” – piwo o ekstrakcie 16% i stężeniu alkoholu 7,5%.
- Sulimar Sp. z o.o. z Piotrkowa Trybunalskiego – warzy piwo o 16,5% e.w. oraz 6,5% alkoholu z dodatkiem słodu pszenicznego i drożdży pod marką Cornelius Koźlak.
- Grupa Żywiec S. A. – Żywiec Bock – 16% e.w., 6,5% alkoholu – seria limitowana z okazji 155. lat browaru (1856–2011).
- Browar Kormoran – Podróże Kormorana: Weizenbock – ekstrakt 16,5%, alk. 6,6%
- Perła – Browary Lubelskie – Perła Koźlak – ekstrakt 16%, alk. 7%
- Browar Jabłonowo – koźlak podwójny „Dubel” – alk. 7,9%
- Browar Zamkowy – Koźlak Raciborski – piwo o ekstrakcie 16,9% i stężeniu alkoholu 7%
- Browar Tenczynek – Tenczynek Bock – alk. 6,8%, ekstrakt 16%.
- Bytów Browar Kaszubski – Bytów Koźlak – alk. 7%, ekstrakt 17%. Kaszubska interpretacja niemieckich piw typu Bock.
- Browar Król Plaza – Jarosławiec – Koźlak – alk. 6,8%
- Browar Staropolski – Staropolskie Koźlak – alk. 6,2%, ekstrakt 16,5%[5]